# Jane Seymour (actriu)
Joyce Penelope Wilhelmina Frankenberg, més coneguda com a Jane Seymour, OBE (Hayes, 15 de febrer de 1951) és una actriu i productora anglo-estatunidenca. Coneguda pel seu paper de la doctora Michaela Quinn a la sèrie de televisió Dr. Quinn, Medicine Woman, un drama mèdic ambientat al Far West.

## Biografia
Filla de John Frankenberg, obstetra britànic, i de la neerlandesa Mieke van Trigt, agafa el pseudònim de Jane Seymour a l'edat de 17 anys. Va créixer al nord-oest de Londres i va estudiar des de nena a la prestigiosa escola d'arts escèniques Tring Park. Als 19 va debutar com a actriu, en una curta aparició al film de Richard Attenborough, Oh! What a Lovely War (1969). El seu primer paper va ser a The Only Way (1970). Encara era una desconeguda quan va fer el paper de Solitaire a Viu i deixa morir de la saga James Bond, dirigida per Guy Hamilton el 1973.
El 1982, Seymour va guanyar el seu primer Globus d'Or a la millor actriu en minisèrie o telefilm pel seu paper a la minisèrie East of Eden (1981), una adaptació de l'obra de John Steinbeck, dirigida per Harvey Hart. Va rebre tres nominacions addicionals als Globus d'Or en aquesta mateixa categoria: una per la seva interpretació de Wallis Simpson, l'esposa nord-americana dues vegades divorciada del rei Eduard VIII, a la pel·lícula de televisió The Woman He Loved (1988), i altres dues pel seu paper a la minisèrie War and Remembrance (1988-1989). Va protagonitzar, al costat de Robert Carradine, The Sun Also Rises (1984), adaptació televisiva de l'obra d'Ernest Hemingway, dirigida per James Goldstone.
A la dècada de 1990, Seymour va obtenir èxit de públic i crítics pel seu paper de la doctora Michaela "Mike" Quinn a la sèrie de televisió Dr. Quinn, Medicine Woman i les seves seqüeles de televisió (1993–2001). El seu treball a la sèrie li va valer tres nominacions i un segon Globus d'Or el 1996, en aquest cas com a millor actriu en sèries de televisió dramàtica.
Va ser nomenada oficial de l'Orde de l'Imperi Britànic per la Reina Elisabet II del Regne Unit el 1999. Es va convertir en ciutadana estatunidenca l'11 de febrer del 2005.
Ha estat casada quatre vegades.
- De 1971 a 1973 amb Michael Attenborough.
- De 1977 al 1978, amb Geoffrey Planer.
- De 1981 a 1992, amb David Flynn, amb qui va tenir dos fills, Katherine, el 1981 i Sean el 1986.
- A partir de 1993, amb James Keach, amb qui va tenir els bessons Johnny i Kris el 1995.

## Filmografia

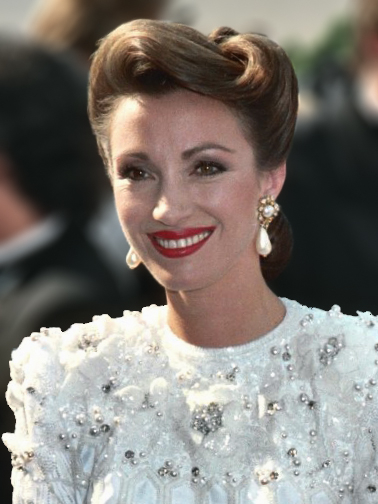
Jane Seymour als premis Emmy 1988.

| Year | Film                                                       | Role                               | Notes                                           |
| ---- | ---------------------------------------------------------- | ---------------------------------- | ----------------------------------------------- |
| 1969 | Oh! What a Lovely War                                      | Noia del cor                       | No surt als crèdits                             |
| 1970 | The Only Way                                               | Lillian Stein                      |                                                 |
| 1970 | Here Come the Double Deckers                               | Alice                              | Sèrie TV. Episodi: 'Scooper Strikes Out'        |
| 1972 | The Best Pair of Legs in the Business                      | Kim Thorn                          |                                                 |
| 1972 | El jove Winston (Young Winston)                            | Pamela Plowden                     |                                                 |
| 1972 | The Pathfinders                                            | Shelia Conway                      | Sèrie TV. Episodi: 'Fly There, Walk Back'       |
| 1972 | The Strauss Family                                         | Karolin                            | Sèrie TV                                        |
| 1972 | The Onedin Line                                            | Emma Callon/Emma Fogarty           | Sèrie TV. Surt a 8 episodis, 1972-1973          |
| 1973 | Viu i deixa morir (Live and Let Die)                       | Solitària                          |                                                 |
| 1973 | Great Mysteries                                            | Veronique d' Aubray                | Episodi: 'The Leather Funnel'                   |
| 1973 | Frankenstein: The True Story                               | Agatha/Prima                       | Telefilm                                        |
| 1975 | The Hanged Man                                             | Laura Burnett                      | Sèrie TV. Episodi: 'Ring of Return'             |
| 1976 | The Story of David                                         | Bathsheba                          | Telefilm                                        |
| 1976 | Our Mutual Friend                                          | Bella Wilfer                       | Sèrie TV. Surt en 6 episodis, 1976              |
| 1976 | Captains and the Kings                                     | Marjorie Chisholm Armagh           | Mini-sèrie                                      |
| 1977 | Les quatre plomes (The Four Feathers)                      | Ethne Eustace                      | Telefilm                                        |
| 1977 | Benny and Barney: Las Vegas Undercover                     | Margie Parks                       | Telefilm                                        |
| 1977 | McCloud                                                    | Nidavah Ritzach                    | Sèrie TV .Episodi: 'The Great Taxicab Stampede' |
| 1977 | Seventh Avenue                                             | Eva Meyers                         | Sèrie TV                                        |
| 1977 | Simbad i l'ull del tigre (Sinbad and the Eye of the Tiger) | Princesa Farah                     |                                                 |
| 1977 | Killer on Board                                            | Jan                                | Telefilm                                        |
| 1978 | The Awakening Land                                         | Genny Luckett                      | Sèrie TV                                        |
| 1978 | Love's Dark Ride                                           | Diana                              |                                                 |
| 1978 | Battlestar Galactica                                       | Serina                             | Sèrie TV                                        |
| 1979 | Dallas Cowboys Cheerleaders                                | Laura Cole                         | Sèrie TV                                        |
| 1980 | Somewhere in Time                                          | Elise McKenna                      |                                                 |
| 1980 | Oh! Heavenly Dog                                           | Jackie                             |                                                 |
| 1981 | East of Eden                                               | Cathy/Kate Ames                    | Telefilm                                        |
| 1981 | BBC2 Playhouse                                             |                                    | Episodi: 'Last Summer's Child'                  |
| 1982 | La Pimpinella Escarlata (The Scarlet Pimpernel)            | Marguerite St. Just                | Telefilm                                        |
| 1983 | The Phantom of the Opera                                   | Maria Gianelli/Elena Korvin        | Telefilm                                        |
| 1983 | Jamaica Inn                                                | Mary Yellan                        |                                                 |
| 1983 | The Haunting Passion                                       | Julia Evans                        | Telefilm                                        |
| 1984 | Lassiter                                                   | Sara Wells                         |                                                 |
| 1984 | Dark Mirror                                                | Leigh Cullen/Tracy Cullen          | Telefilm                                        |
| 1984 | The Sun Also Rises                                         | Brett Ashley                       | Telefilm                                        |
| 1985 | Obsessed with a Married Woman                              | Diane Putnam                       | Telefilm                                        |
| 1985 | Head Office                                                | Jane Caldwell                      |                                                 |
| 1986 | Crossings                                                  | Hillary Burnham                    | Telefilm                                        |
| 1987 | El Túnel                                                   | Maria Iribarne                     |                                                 |
| 1988 | Keys to Freedom                                            | Gillian                            |                                                 |
| 1988 | The Woman He Loved                                         | Wallis Simpson                     | Telefilm                                        |
| 1988 | Onassis: The Richest Man in the World                      | Maria Callas                       | Telefilm                                        |
| 1988 | Jack the Ripper                                            | Emma Prentiss                      | Telefilm                                        |
| 1988 | War and Remembrance                                        | Natalie Henry                      | Sèrie TV. Surt a 12 episodis, 1988-1989         |
| 1989 | La revolució francesa (La Révolution française)            | Marie Antoinette                   |                                                 |
| 1990 | Angel of Death                                             | Laura Hendricks                    | Telefilm                                        |
| 1990 | Matters of the Heart                                       | Hadley Norman                      | Telefilm                                        |
| 1991 | Passion                                                    | Amanda Brooks                      |                                                 |
| 1991 | Memories of Midnight                                       | Catherine Alexander Douglas        | Telefilm                                        |
| 1992 | Are You Lonesome Tonight?                                  | Adrienne Welles                    | Telefilm                                        |
| 1992 | Sunstroke                                                  | Teresa Winters                     | Telefilm                                        |
| 1993 | Praying Mantis                                             | Linda Crandell                     | Telefilm                                        |
| 1993 | Heidi                                                      | Fräulein Rottenmeier               | Telefilm                                        |
| 1993 | Dr. Quinn, Medicine Woman                                  | Dr. Michaela 'Mike' Quinn          | Sèrie TV.Surt a 149 episodis, 1993-1998         |
| 1994 | Count on Me                                                |                                    |                                                 |
| 1994 | A Passion for Justice: The Hazel Brannon Smith Story       | Hazel Brannon Smith                | Telefilm                                        |
| 1997 | California                                                 | Dr. Michaela 'Mike' Quinn          |                                                 |
| 1997 | The Absolute Truth                                         | Alison Reed                        | Telefilm                                        |
| 1998 | Quest for Camelot                                          | Lady Juliana                       | Veu                                             |
| 1998 | Els nous robinsons suïssos (The New Swiss Family Robinson) | Anna Robinson                      |                                                 |
| 1998 | A Marriage of Convenience                                  | Chris Winslow Whitney              | Telefilm                                        |
| 1999 | Un record al meu cor (A Memory in My Heart)                | Rebecca Vega/Abbie Swenson Stewart | Telefilm                                        |
| 1999 | Dr. Quinn, Medicine Woman: The Movie                       | Dr. Michaela 'Mike' Quinn          | Telefilm                                        |
| 2000 | Murder in the Mirror                                       | Dr. Mary Kost Richland             | Telefilm                                        |
| 2000 | Enslavement: The True Story of Fanny Kemble                | Fanny Kemble Butler                | Telefilm                                        |
| 2000 | Yesterday's Children                                       | Jenny Cole/Mary Sutton             | Telefilm                                        |
| 2001 | Blackout                                                   | Kathy Robbins                      | Telefilm                                        |
| 2001 | Dr. Quinn, Medicine Woman: The Heart Within                | Dr. Michaela 'Mike' Quinn          | Telefilm                                        |
| 2002 | Touching Wild Horses                                       | Fiona Kelsey                       |                                                 |
| 2002 | Heart of a Stranger                                        | Jill Maddox                        | Telefilm                                        |
| 2004 | Law & Order: Special Victims Unit                          | Debra Connor                       | Sèrie TV                                        |
| 2004 | Smallville                                                 | Genevieve Teague                   | Sèrie TV. Surt a 6 episodis, 2004-2005          |
| 2005 | De boda en boda (Wedding Crashers)                         | Kathleen Cleary                    |                                                 |
| 2006 | Modern Men                                                 | Dr. Victoria Stangel               | Sèrie TV. Surt a 7 episodis, 2006               |
| 2006 | The Beach Party at the Threshold of Hell                   | President Lauren Coffey            | Telefilm                                        |
| 2006 | Blind Dating                                               | Dr. Evans                          |                                                 |
| 2006 | How I Met Your Mother                                      | Professor Lewis                    | Sèrie TV                                        |
| 2006 | Justice                                                    | Karen Patterson                    | Sèrie TV                                        |
| 2007 | After Sex                                                  | Janet                              |                                                 |
| 2007 | In Case of Emergency                                       | Donna                              | Sèrie TV. Surt a 3 episodis, 2007               |
| 2007 | Marple: Ordeal by Innocence                                | Rachel Argyle                      | Telefilm                                        |
| 2008 | Dear Prudence                                              | Prudence McCoy                     |                                                 |
| 2009 | The Assistants                                             | Sandy Goldman                      |                                                 |
| 2009 | Wake                                                       | Mrs. Reitman                       |                                                 |
| 2009 | The Velveteen Rabbit                                       | Mom                                |                                                 |
| 2009 | Freeloaders                                                |                                    | Postproducció                                   |

### Com a productora
- 1993: Praying Mantis (Telefilm)
- 1994: A Passion for Justice: The Hazel Brannon Smith Story (Telefilm)
- 1997: The Absolute Truth) (Telefilm)
- 1998: A Marriage of Convenience (Telefilm)
- 2000: Murder in the Mirror (Telefilm)
- 2000: Enslavement: The True Story of Fanny Kemble (Telefilm)
- 2001: Dr. Quinn, Medicine Woman: The Heart Within (Telefilm)